# Brachylaena
Brachylaena R.Br., 1817 è un genere di piante angiosperme dicotiledoni della famiglia delle Asteraceae.

## Descrizione

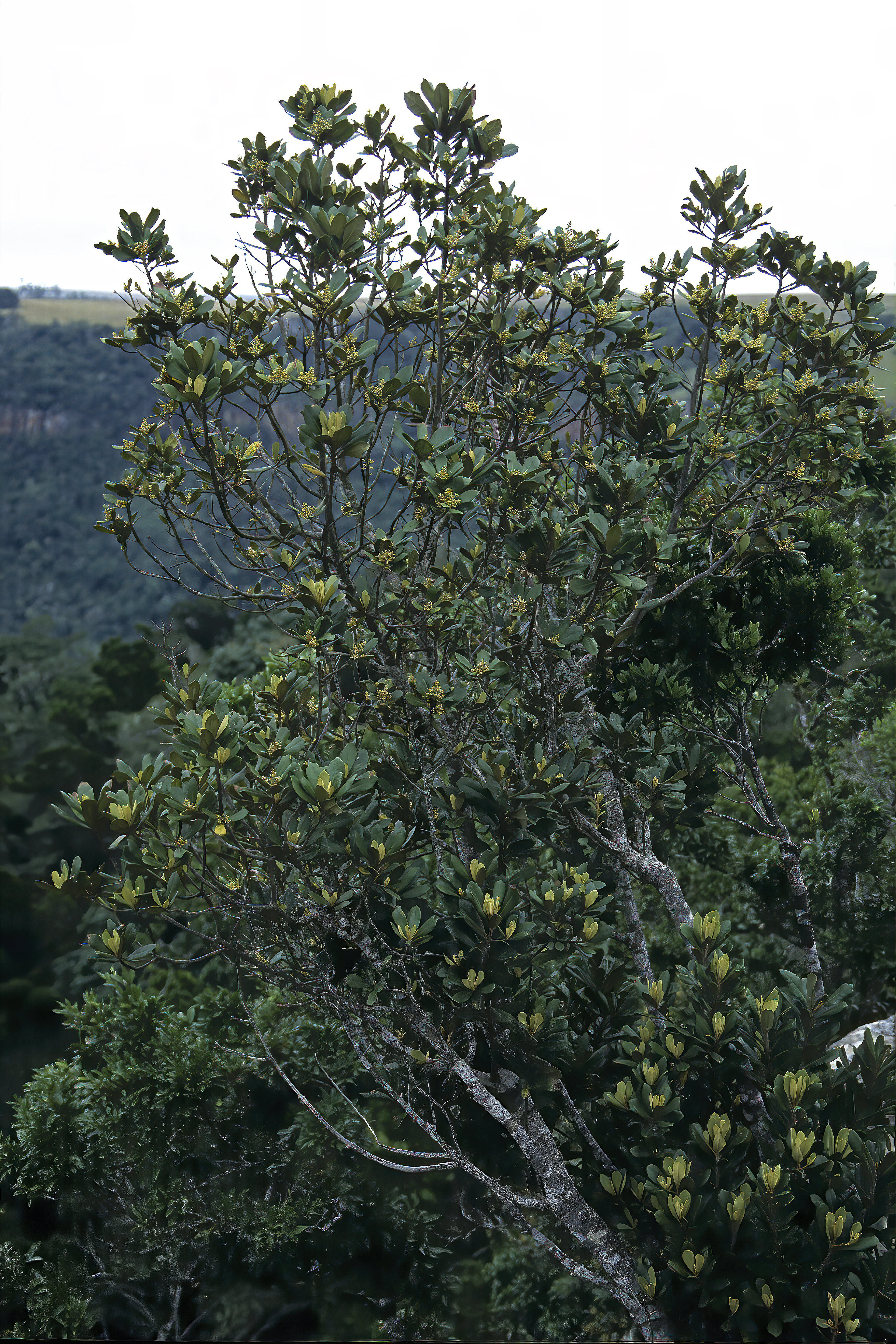
Il portamento
Brachylaena glabra

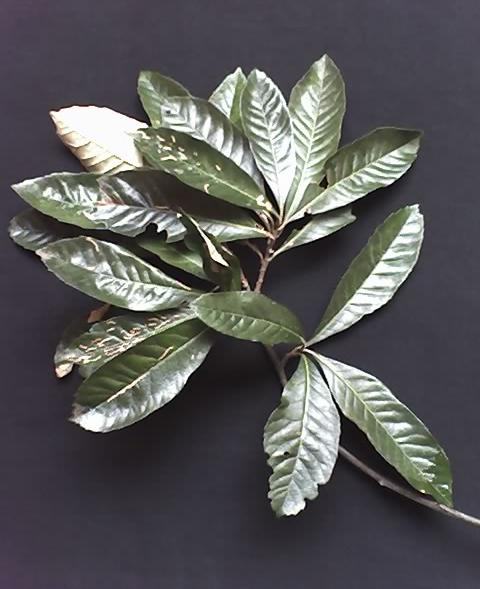
Le foglie
Brachylaena discolor

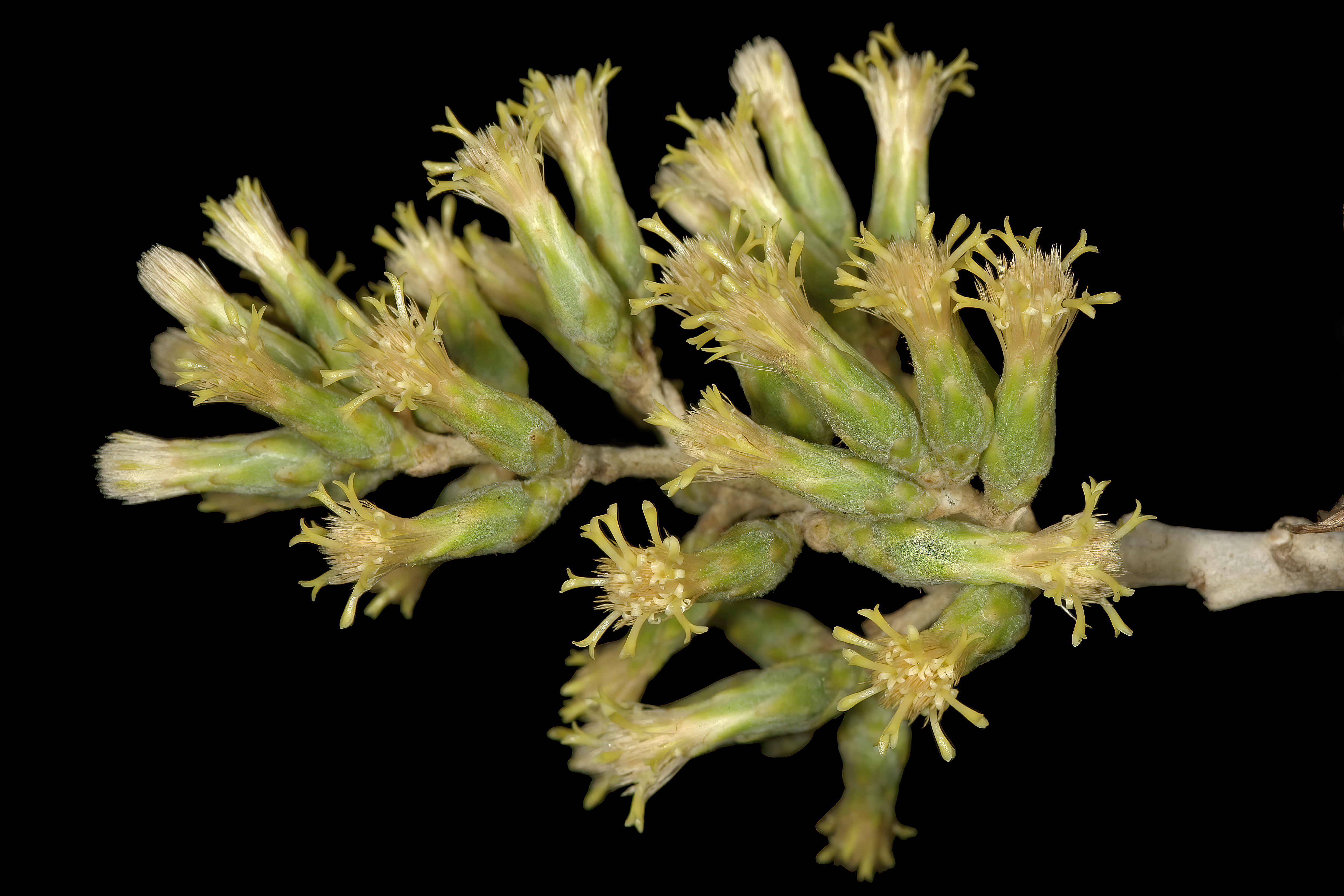
Infiorescenza
Brachylaena huillensis

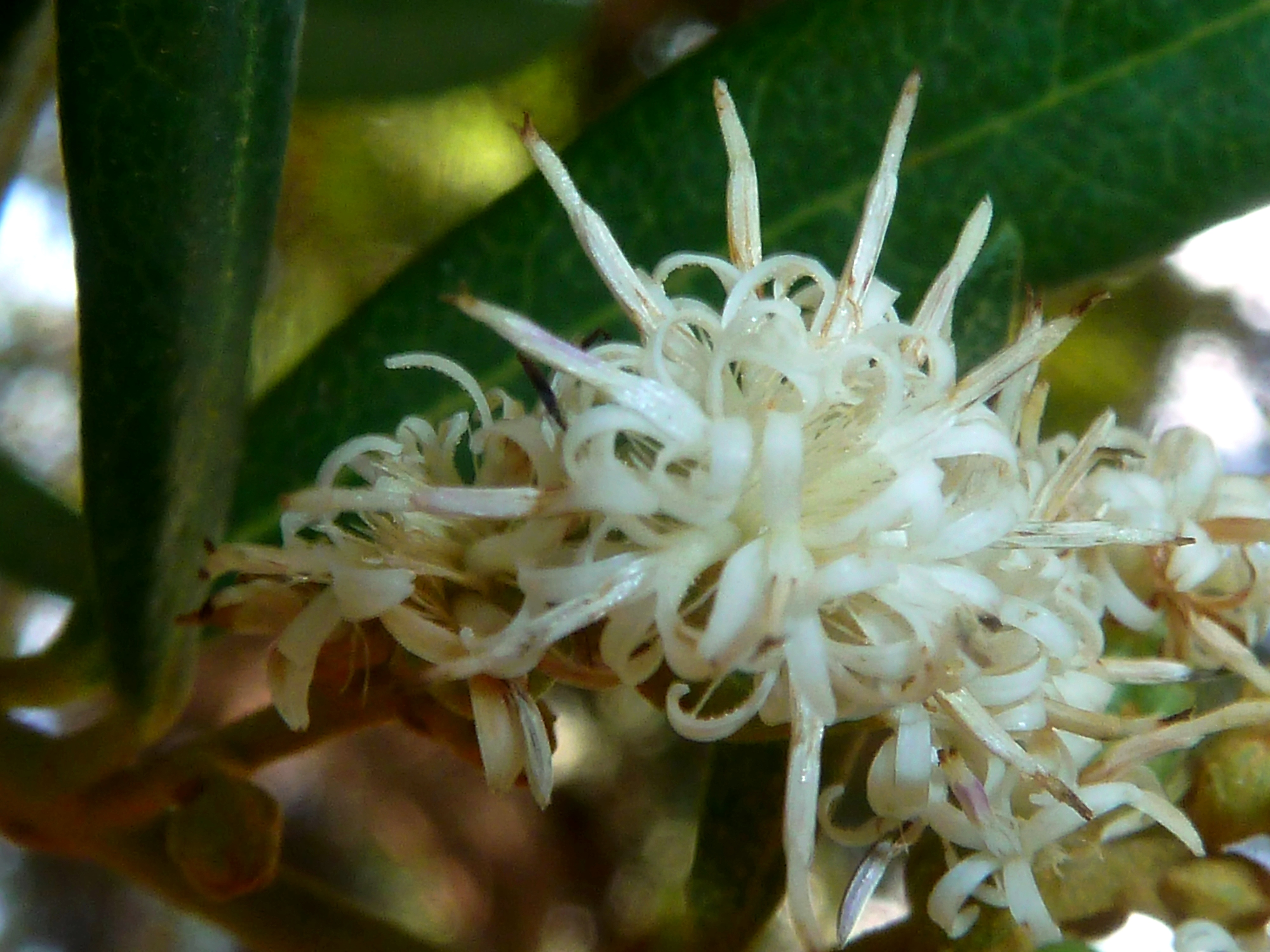
I fiori
Brachylaena neriifolia

Le specie di questa voce sono piante semi-dioiche o dioiche perenni con portamenti arbustivo o arborei (anche sempreverdi). Queste piante spesso sono aromatiche.
Le foglie lungo il caule normalmente sono a disposizione alternata e sono brevemente picciolate o subsessili. La forma delle lamine varia da ellittica a ovata con bordi che possono essere continui, denticolati o dentati. All'apice possono essere sinuate-trilobate. Le venature sono pennate. La consistenza è subcoriacea. Le stipole sono assenti.
Le infiorescenze sono composte da piccoli capolini terminali o ascellanti raccolti in formazioni di panicoli, racemi o glomeruli. I capolini, unisessuali (raramente con pochi fiori bisessuali - quelli maschili sono più piccoli di quelli femminili), discoidi o disciformi, sono formati da un involucro a forma campanulata (spiraleggiante nei capolini maschili) composto da brattee (o squame) all'interno delle quali un ricettacolo fa da base ai fiori. Le brattee disposte in 3 - 5 serie in modo embricato e scalate (quelle interne sono progressivamente più lunghe di quelle esterne) hanno delle forme da ovate a lanceolate o ellittiche, glabre o densamente bianco-tomentose, fimbriati o lacerati. Il ricettacolo, piatto, è glabro o ricoperto da lunghi peli setosi e comunque è privo delle pagliette (nudo).
I fiori sono tetra-ciclici (ossia sono presenti 4 verticilli: calice – corolla – androceo – gineceo) e pentameri (ogni verticillo ha 5 elementi). I fiori, da 4 a 80 nei capolini femminili, sono unisessuali, actinomorfi e fertili; da 4 a 40 nei capolini maschili.
- Formula fiorale:

*/x K {\displaystyle \infty }, [C (5), A (5)], G 2 (infero), achenio
- Calice: i sepali del calice sono ridotti ad una coroncina di squame.
- Corolla: la corolla dei fiori maschili è tubulosa (a forma di tunnel) a 5 corti lobi villosi e arrotolati; la corolla dei fiori femminili è filiforme con 3 - 5 lobi attorcigliati. Il colore è bianco o giallastro.
- Androceo: gli stami sono 5 con filamenti liberi, glabri o papillosi e distinti, mentre le antere sono saldate in un manicotto (o tubo) circondante lo stilo. Le antere (ridotte a staminoidi nei fiori femminili) in genere hanno una forma sagittata con base caudata e appendici deltate e attenuate. Il polline normalmente è tricolporato a forma sferica o schiacciata ai poli.
- Gineceo: lo stilo, glabro alla base e senza nodo basale ma con un prominente nettario (nei fiori maschili), è filiforme con due minuti stigmi divergenti. Gli stigmi sono corti, piatti e acuti (a volte arrotolati). L'ovario è infero uniloculare formato da 2 carpelli. L'ovulo è unico e anatropo. Nei fiori maschili l'ovario è abortivo.

I frutti sono degli acheni con pappo. La forma dell'achenio (solo nei fiori femminili, altrimenti è rudimentale) in genere è fusiforme (può essere piatto) con 4 - 8 coste e superficie densamente setosa. Il pericarpo può essere di tipo parenchimatico, altrimenti è indurito (lignificato) radialmente. Il carpoforo (o carpopodium - il ricettacolo alla base del gineceo) è strettamente anulare. I pappi sono assenti (ridotti a una sola serie nei fiori maschili) o sono formati da una 2 - 3 di setole barbate, decidue o persistenti, sono direttamente inseriti nel pericarpo o connati in un anello parenchimatico posto sulla parte apicale dell'achenio.

## Biologia
- Impollinazione: l'impollinazione avviene tramite insetti (impollinazione entomogama tramite farfalle diurne e notturne).
- Riproduzione: la fecondazione avviene fondamentalmente tramite l'impollinazione dei fiori (vedi sopra).
- Dispersione: i semi (gli acheni) cadendo a terra sono successivamente dispersi soprattutto da insetti tipo formiche (disseminazione mirmecoria). In questo tipo di piante avviene anche un altro tipo di dispersione: zoocoria. Infatti gli uncini delle brattee dell'involucro si agganciano ai peli degli animali di passaggio disperdendo così anche su lunghe distanze i semi della pianta.

## Distribuzione e habitat
La distribuzione delle specie di questo gruppo è relativa all'Africa meridionale.

## Tassonomia
La famiglia di appartenenza di questa voce (Asteraceae o Compositae, nomen conservandum) probabilmente originaria del Sud America, è la più numerosa del mondo vegetale, comprende oltre 23.000 specie distribuite su 1.535 generi, oppure 22.750 specie e 1.530 generi secondo altre fonti (una delle checklist più aggiornata elenca fino a 1.679 generi). La famiglia attualmente (2021) è divisa in 16 sottofamiglie.

### Filogenesi
La posizione della sottofamiglia, da un punto di vista filogenetico, è compresa tra la sottofamiglia Pertyoideae e la sottofamiglia Dicomoideae ed è caratterizzata con portamenti da erbacei a piccoli alberi, piante monoiche, stile gonfio all'apice con rami corti e apici arrotondati e carpopodium anulare. Le specie sono per lo più endemiche dell'Africa.
Recenti studi di tipo filogenetico (analisi del DNA del cloroplasto) giustificano l'inclusione di questo genere nella tribù Tarchonantheae caratterizzata da piante dioiche con fiori maschili e stilo con peli corti anche sul fusto. I generi Brachylaena e Tarchonanthus formano un "gruppo fratello" e insieme alla tribù Oldenburgieae formano la sottofamiglia Tarchonanthoideae di recente costituzione.
In precedenti trattazioni questo genere era descritto all'interno della sottotribù Tarchonanthinae Cass. ex. Dumort, 1829 inquadrata nell'ambito della tribù Mutisieae Cass., 1819. In seguito è stata trasferita all'attuale tribù (Tarchonantheae), ma nella sottofamiglia Carduoideae).
Il periodo di separazione della sottofamiglia varia da 41 a 27 milioni di anni fa.

### Elenco generi
Il genere comprende le 12 seguenti specie:
- Brachylaena discolor DC.
- Brachylaena elliptica  Less.
- Brachylaena glabra  (L.f.) Druce
- Brachylaena huillensis  O.Hoffm.
- Brachylaena ilicifolia  (Lam.) E.Phillips & Schweick.
- Brachylaena merana  Humbert
- Brachylaena microphylla  Humbert
- Brachylaena neriifolia  (L.) R.Br.
- Brachylaena perrieri  Humbert
- Brachylaena ramiflora  Humbert
- Brachylaena stellulifera  Humbert
- Brachylaena uniflora  Harv.